# Moriac
Moriac – miasto w Australii, w stanie Wiktoria.